# Jan Antonín Scrinci

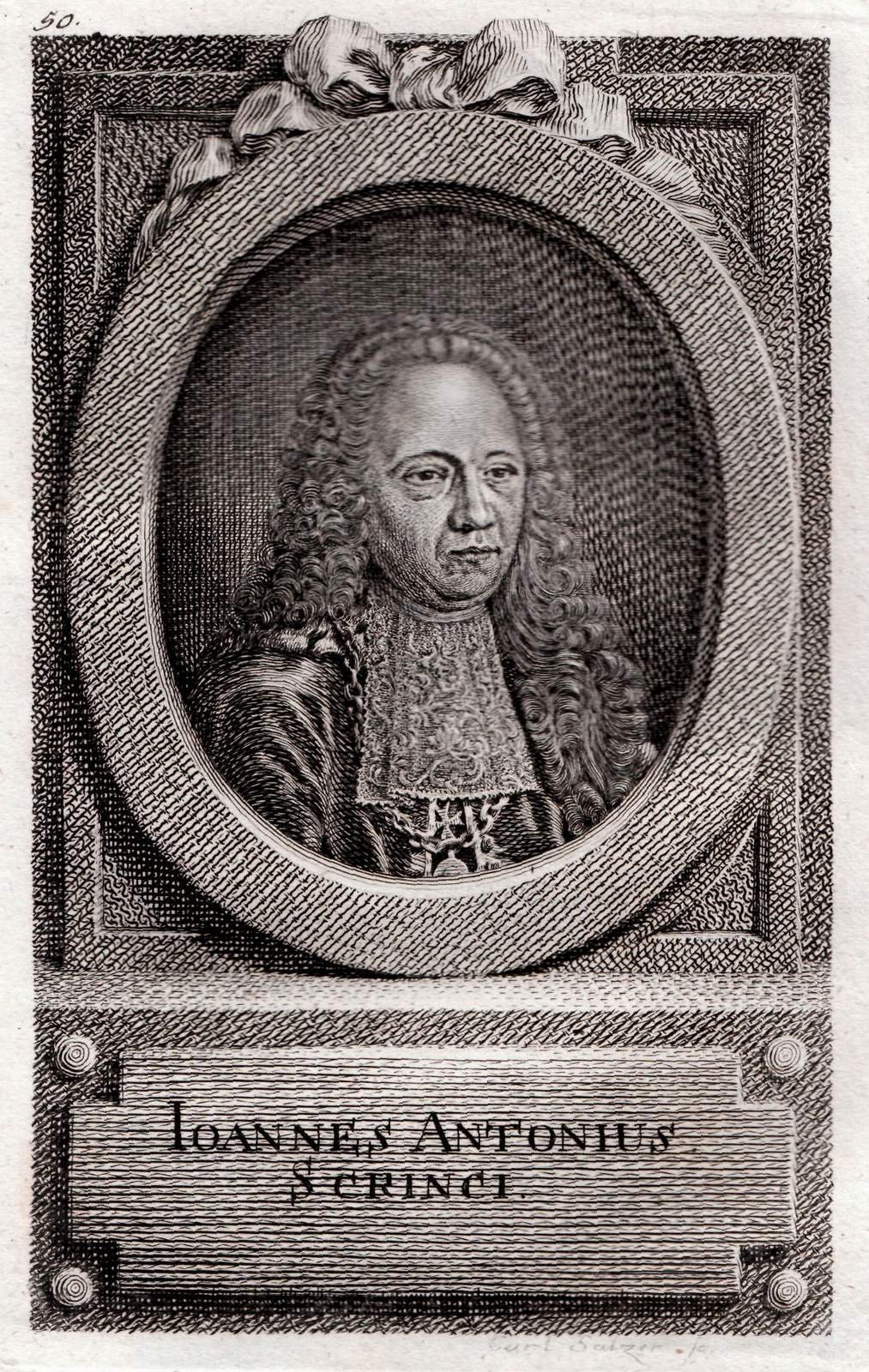
Jan Antonín Scrinci
Kupferstich von Johann Balzer (1772)

Johannes Antonius Josephus Scrinci, auch Johannes Antonius Josephus Scrinci oder Jan Antonín Scrinci (* 16. Oktober 1697 in Prag; † 28. April 1773 ebenda), war ein böhmischer Arzt und Wissenschaftler.

## Leben
Scrinci stammte aus einer italienischen Baumeister-Familie. Ursprünglich wollte er Jura studieren, entschied sich jedoch nach einem für ihn schicksalhaften Ereignis für die Laufbahn eines Mediziners. Als er zufällig für einen schlecht vorbereiteten Studenten bei einer Medizinprüfung richtig antwortete, entschloss er sich, in diese Richtung seine weitere Laufbahn zu lenken. Dazwischen studierte er noch Philosophie, bereiste Deutschland und Italien und widmete sich dabei naturwissenschaftlichen Themen und der Physik. Er schloss seine Prüfung als einer der besten Studenten 1728 ab und arbeitete nach seiner Dissertation von 1734 bis 1738 zunächst in Schlan dann in Jungbunzlau.
Im Herbst 1736 breitete sich in der Gegend von Niemes in Nordböhmen eine Krankheit aus, deren Ursprung und Symptome die Ärzte vor Rätsel stellte. Erst nach genauer Analyse des Krankheitsverlaufs und Studium der Ursachen, – es handelte sich um eine Vergiftung durch Brot, das Mutterkornalkaloide enthielt, – diagnostizierte Scrinci schließlich die Nervenkrankheit Ergotismus. Dieses Forschungsergebnis öffnete ihm 1739 die Türen zur Karls-Universität Prag.
Er lehrte als ordentlicher Professor an der medizinischen Fakultät und hielt Vorlesungen über Semiotik, seit 1745 in Chemie und experimenteller Physik. Seine Vorlesungen hielt er nach Methoden von Herman Boerhaave. Vor allem die zuletzt genannten Fächer waren wegen zahlreicher Experimente bei den Studenten äußerst beliebt. Seine Experimente bereitete er in seiner Wohnung vor, in der er ein kleines Labor einrichtete. Er war auch dafür bekannt, eigene Instrumente zu entwickeln. Die Studenten führte er auch in Apotheken, damit sie dort die praktische Zubereitung von Medikamenten lernten. Ihm gebührte auch die Ehre, das Experiment mit Magdeburger Halbkugeln 1754 im Stift Breunau der Kaiserin Maria Theresia und ihrem Gatten Franz I. vorzuführen.
Beeinflusst durch französische Wissenschaftler und den Zeitgeist, umgeben von zahlreichen begeisterten Wissenschaftlern, entschloss er sich 1753 in Prag eine Akademie der Wissenschaften ins Leben zu rufen. Dieser Vorschlag wurde jedoch verworfen.
Nach der Belagerung Prags durch die Preußen 1758 beendete er seine Vorlesungen, erkrankte und war vor allem damit beschäftigt, seine Sammlungen zu retten. Er verbrachte immer mehr Zeit in der Kirche und ministrierte dort, sooft es ihm die Krankheit erlaubte, den Priestern.
Von 1756 bis 1757 und 1760 bis 1761 wurde er wegen seiner wissenschaftlich herausragenden Arbeit zum Rektor der Universität berufen.

## Werke
Seine wesentlichen Werke beschäftigten sich mit der Medizin. Med. Siles. Satyr. IV., De febri castrensi Gallorum in Bohemia 1742, De ossium natura horumque inflammatione in genere 1743, De doloribus in genere 1746, De puncto aut scisso nervo atque tendine 1748, De organo, sensu et objecto olfactus 1749, De organo, sensu et objecto tactus 1749, De utilitate electrisationis in arte medica seu in curandis morbis 1751, De principio aut causa corpus animale formante 1756, De balneo Theodori prope Pragam 1741, Tractatus de fontibus soteriis Toeplitzensibus in regno Bohemiae 1756, De phialis Bononiensibus 1747, De oleo vitrioli dulci 1753, De arcano tartari 1753, De aëris proprietatibus 1743.